# Juan Carlos Morales
Juan Carlos Morales (Mar del Plata) es un periodista deportivo, autor y relator argentino. 
La Federación Argentina de Periodistas Deportivos le otorgó un premio a su trayectoria. Y el Concejo Deliberante de General Pueyrredón lo declaró Vecino Destacado de Mar del Plata, su ciudad natal.

## Trayectoria
Trabajó en Radio Rivadavia relatando junto a José María Muñoz y cuando este falleció pasó a ser el relator principal de la radio, posteriormente se desempeñó en Radio Nacional, Radio América y en Torneos y Competencias.
Actualmente trabaja en Radio con Vos como jefe de programación y creó el programa El Juego Limpio, con el que obtuvo mucha repercusión .

## Como escritor
Asimismo es autor de libros, entre los que se destacan: 
- El Mundialista
- Mar del Plata en los Campeonatos Nacionales
- Diego y Pelé en Mar del Plata
- 40 años de los Torneos de Verano
- Fútbol Argentino, 80 años de profesionalismo
- La leyenda del diablo: Independiente Rey de Copas (1964-2010)
- El título olvidado
- La Selección Argentina en Mar del Plata (colaboración con Julio Macías)

## Docencia
Además fundó el Instituto DeporTEA para la enseñanza del periodismo en Mar del Plata.